# Philippe Marocco
Philippe Marocco (Cintegabelle, 14 giugno 1960) è un ex rugbista a 15 e allenatore di rugby a 15 francese, a lungo pilone / tallonatore del Montferrand.

## Biografia
Marocco legò la sua carriera al Montferrand, con cui vinse una Coppa di Francia nel 1985-86 e giunse alla finale del campionato nazionale nel 1993-94.
Fu convocato per la prima volta in Nazionale francese nel corso del Cinque Nazioni 1986, esordendo contro la Scozia.
Partecipò ad altre tre edizioni del torneo (dal 1989 al 1991), vincendone complessivamente due, una delle quali ex aequo con la citata Scozia.
Prese anche parte alla Coppa del Mondo di rugby 1991, nel corso della quale disputò il suo ultimo incontro internazionale, contro i padroni di casa dell'Inghilterra (benché, per motivi di organizzazione, l'incontro si fosse disputato al Parco dei Principi di Parigi).
Dopo il ritiro da giocatore Marocco intraprese la carriera tecnica; dal 2005 al 2011 ha allenato Montluçon in Fédérale 1 (terza divisione nazionale) e, dalla stagione successiva, a Saint-Junien.
Marocco è anche referente regionale dell'Accademia federale francese per le prime linee, organismo della Federazione incaricato di reclutare e formare giovani piloni e tallonatori di interesse nazionale.

## Palmarès
- Coppe di Francia: 1
Montferrand: 1985-86